# Epiphragma oreonympha
Epiphragma oreonympha är en tvåvingeart som beskrevs av Alexander 1928. Epiphragma oreonympha ingår i släktet Epiphragma och familjen småharkrankar. Inga underarter finns listade i Catalogue of Life.